# 叙尔坦维尔
叙尔坦维尔（法語：Surtainville，法語發音：[syʁtɛ̃vil]）是法国芒什省的一个市镇，属于瑟堡区。

## 地理
叙尔坦维尔（49°27'33"N, 1°48'46"W）面积14.61 平方千米，位于法国诺曼底大区芒什省，该省份为法国西北部沿海省份，西、北、东北三面环大西洋，东起顺时针与卡爾瓦多斯省、奧恩省、马耶讷省和伊勒-维莱讷省接壤。
与叙尔坦维尔接壤的市镇（或旧市镇、城区）包括：博比尼、皮埃尔维尔、勒罗泽勒、塞诺维尔、科唐坦地区布里克贝克。
叙尔坦维尔的时区为UTC+01:00、UTC+02:00（夏令时）。

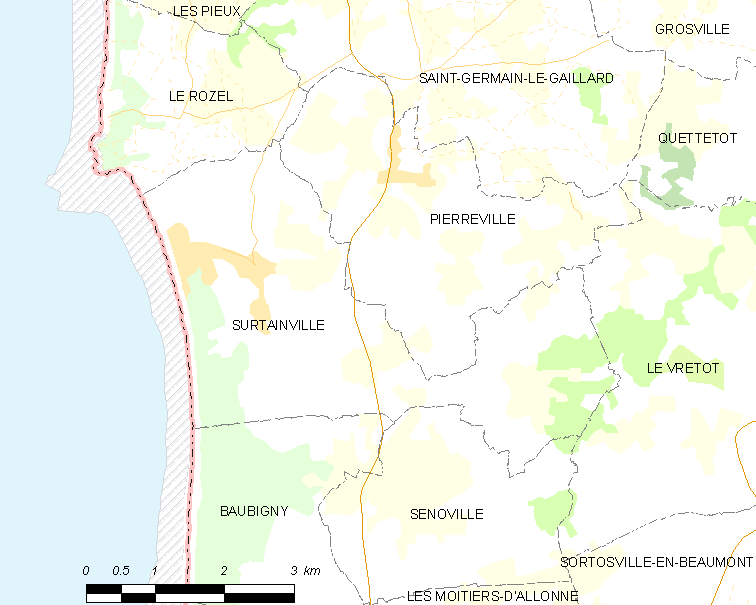
叙尔坦维尔的OSM定位图

## 行政
叙尔坦维尔的邮政编码为50270，INSEE市镇编码为50585。

## 政治
叙尔坦维尔所属的省级选区为莱皮约县。

## 人口

1962-2008年间叙尔坦维尔人口变化图示

叙尔坦维尔于2022年1月1日时的人口数量为1169人。